# Фиш фест
Фиш фест (Fish фест Београд) је гастрономска и туристичко-забавна манифестација која се одвија од 2007. године на простору код Куле Небојше у Београду.

## О Фиш фесту
Први пут је покренута манифестација 2007. године. Прва манифестација је започета парадом. Учесници су се кретали дуж Кнез Михајлове, па до Водене вароши поред Куле Небојше. То је једна од највећих гастро-туристичких манифестација која се одржава на реци у Србији. Сем организације такмичења, сваке вечери се одржавају и коцерти познатих музичких група: Ђура и морнари, Гарави сокак, Апсолутно романтично.

### Оснивачи
Први оснивачи су били удружење Дунав у срцу, Општина Стари град и рибљи ресторан Воденица који су наставили традицију одржавања ове манифестације.

### Учесници
Учесници су кувари из земље, као и из региона: Црне Горе, Босне и Херцеговине, Хрватске и Словеније. Они припремају медитеранску храну, као и специјалитете од морске и речне рибе. Кувари ресторана Воденица традиционално припремају рибљу чорбу у казанима од 100 литара. Одржава се и такмичење у кувању најбоље рибље чорбе за професионалце по позиву као и за младе куваре.

## Галерија
- Фиш фест, 2017.
- Фиш фест, код ресторана Воденица
- Такмичење у кувању најбоље рибље чорбе
- Кување рибље чорбе